# Raffaele De Rosa
Raffaele De Rosa (25 de marzo de 1987, Nápoles, Italia) es un piloto profesional de motociclismo, que actualmente corre en el Campeonato Mundial de Supersport con el equipo QJ Motor Factory Racing.

## Biografía
En 2004, comenzó su andadura en el Campeonato del Mundo, pilotando en el mítico circuito de Donington Park en la categoría de 125cc, donde consiguió un 24.º puesto en la carrera.
Después de estas carreras, fichó por el Matteoni Racing, que le ofreció un contrato para toda la temporada.Disputó carreras manteniendo la regularidad pero con malos resultados, pero al año siguiente fichó por el equipo Aprilia, donde cosechó un 18.º puesto final y un 6.º puesto en Le Mans, como mejor resultado.
Dos años después en el 2008, ficharía por el Onde 2000 KTM, donde consiguió su primera y única pole en 125 cc, pero no consiguió ningún podio ni ninguna victoria esa temporada.
La temporada siguiente fichó por el Scot Racing Team de la categoría de 250cc, donde compartiría equipo con el campeón al finalizar la temporada, Hiroshi Aoyama.En este categoría y en este equipo ha conseguido sus primeros podios y su primeras poles en la categoría del cuarto de litro.En este año finalizó sexto del Campeonato del mundo.
El año siguiente fichó por el Yamaha Tech 3, donde su compañero de equipo será el japonés Yuki Takahashi.

## Resultados

### Campeonato del Mundo de Motociclismo

#### Carreras por Año
(Carreras en negrita indica pole position, carreras en cursiva indica vuelta rápida)
| Año  | Clase | Moto     | 1       | 2       | 3       | 4       | 5       | 6      | 7       | 8       | 9       | 10      | 11      | 12      | 13      | 14      | 15      | 16      | 17      | Pos. | Pts. |
| ---- | ----- | -------- | ------- | ------- | ------- | ------- | ------- | ------ | ------- | ------- | ------- | ------- | ------- | ------- | ------- | ------- | ------- | ------- | ------- | ---- | ---- |
| 2004 | 125cc | Honda    | RSA -   | SPA -   | FRA -   | ITA -   | CAT -   | NED -  | RIO -   | GER -   | GBR 24  | CZE -   | POR -   | JPN -   | QAT -   | MAL -   | AUS -   | VAL -   |         | NC   | 0    |
| 2005 | 125cc | Aprilia  | SPA Ret | POR 24  | CHN 28  | FRA 20  | ITA 15  | CAT 22 | NED Ret | GBR 20  | GER 15  | CZE 17  | JPN 16  | MAL Ret | QAT 13  | AUS 11  | TUR Ret | VAL 13  |         | 23rd | 13   |
| 2006 | 125cc | Aprilia  | SPA Ret | QAT 12  | TUR 24  | CHN 12  | FRA 6   | ITA 17 | CAT 12  | NED 10  | GBR Ret | GER 20  | CZE Ret | MAL Ret | AUS 7   | JPN Ret | POR 19  | VAL Ret |         | 16th | 37   |
| 2007 | 125cc | Aprilia  | QAT 4   | SPA Ret | TUR 4   | CHN 12  | FRA Ret | ITA 14 | CAT Ret | GBR 8   | NED 14  | GER Ret | CZE 18  | RSM 9   | POR 9   | JPN Ret | AUS Ret | MAL 28  | VAL Ret | 16th | 56   |
| 2008 | 125cc | KTM      | QAT Ret | SPA 11  | POR Ret | CHN 9   | FRA 9   | ITA 13 | CAT Ret | GBR 14  | NED 10  | GER Ret | CZE Ret | RSM Ret | IND 13  | JPN 12  | AUS Ret | MAL Ret | VAL Ret | 18.º | 37   |
| 2009 | 250cc | Honda    | QAT 5   | JPN 12  | SPA 10  | FRA 6   | ITA 9   | CAT 9  | NED 10  | GER 9   | GBR 7   | CZE 6   | IND 11  | RSM 8   | POR Ret | AUS 3   | MAL Ret | VAL 3   |         | 6.º  | 122  |
| 2010 | Moto2 | Tech 3   | QAT Ret | SPA 20  | FRA Ret | ITA Ret | GBR 28  | NED 27 | CAT 16  | GER Ret | CZE 15  | IND Ret | RSM 13  | ARA Ret | JPN 15  | MAL Ret | AUS 16  | POR 6   | VAL 24  | 27.º | 15   |
| 2011 | Moto2 | Moriwaki | QAT 30  | SPA 25  | POR 16  | FRA 19  | CAT     |        |         |         |         |         |         |         |         |         |         |         |         | NC   | 0    |
| 2011 | Moto2 | FTR      |         |         |         |         |         | GBR 21 | NED -   |         |         |         |         |         |         |         |         |         |         | NC   | 0    |
| 2011 | Moto2 | Suter    |         |         |         |         |         |        |         | ITA Ret | GER     | CZE     | IND 23  | RSM 22  | ARA Ret | JPN Ret | AUS 20  | MAL Ret | VAL Ret | NC   | 0    |

### Campeonato Mundial de Supersport

#### Por temporada
| Temp. | Moto                 | Equipo                            | Carreras | Victorias | Podios | Poles | V.Rap. | Pts. | Pos. |
| ----- | -------------------- | --------------------------------- | -------- | --------- | ------ | ----- | ------ | ---- | ---- |
| 2012  | Honda CBR600RR       | Team Lorini                       | 6        | 0         | 0      | 0     | 0      | 15   | 24.º |
| 2013  | Honda CBR600RR       | Team Lorini                       | 12       | 0         | 0      | 0     | 0      | 25   | 19.º |
| 2014  | Honda CBR600RR       | CIA Insurance Honda               | 10       | 0         | 1      | 0     | 0      | 70   | 10.º |
| 2014  | Honda CBR600RR       | Core PTR Honda                    | 10       | 0         | 1      | 0     | 0      | 70   | 10.º |
| 2014  | Honda CBR600RR       | Team Lorini                       | 10       | 0         | 1      | 0     | 0      | 70   | 10.º |
| 2018  | MV Agusta F3 675     | MV Agusta Reparto Corse           | 12       | 0         | 5      | 0     | 0      | 133  | 6.º  |
| 2019  | MV Agusta F3 675     | MV Agusta Reparto Corse           | 12       | 0         | 2      | 0     | 1      | 101  | 6.º  |
| 2020  | MV Agusta F3 675     | MV Agusta Reparto Corse           | 15       | 0         | 4      | 0     | 0      | 135  | 6.º  |
| 2021  | Kawasaki Ninja ZX-6R | Orelac Racing Verdnatura          | 23       | 1         | 4      | 0     | 2      | 173  | 7.º  |
| 2022  | Ducati Panigale V2   | Orelac Racing Verdnatura WorldSSP | 24       | 0         | 3      | 0     | 2      | 147  | 9.º  |
| 2023  | Ducati Panigale V2   | Orelac Racing Verdnatura WorldSSP | 24       | 0         | 0      | 0     | 0      | 138  | 10.º |
| 2024  | QJMotor SRK 800RR    | QJ Motor Factory Racing           | 22       | 0         | 0      | 0     | 0      | 0    | 40.º |
| 2025  | QJMotor SRK 800RR    | QJ Motor Factory Racing           | 0        | 0         | 0      | 0     | 0      | -    | -.º  |
| Total |                      |                                   | 160      | 1         | 19     | 0     | 5      | 937  |      |

- * Temporada en curso.

#### Carreras por Año
(Carreras en negrita indica pole position, carreras en cursiva indica vuelta rápida)
| Año  | Moto      | 1       | 2       | 3       | 4       | 5       | 6      | 7       | 8      | 9       | 10     | 11      | 12     | 13     | Pos. | Pts. |
| ---- | --------- | ------- | ------- | ------- | ------- | ------- | ------ | ------- | ------ | ------- | ------ | ------- | ------ | ------ | ---- | ---- |
| 2012 | Honda     | AUS     | ITA     | NED     | ITA 10  | EUR Ret | SMR 11 | SPA 13  | CZE 16 | GBR 15  | RUS    | GER     | POR    | FRA    | 24.º | 15   |
| 2013 | Honda     | AUS Ret | SPA Ret | NED 17  | ITA 15  | GBR 13  | POR 9  | ITA 11  | RUS C  | GBR Ret | GER 14 | TUR 13  | FRA 12 | SPA 21 | 19.º | 25   |
| 2014 | Honda     | AUS 3   | SPA 6   | NED 8   | ITA 12  | GBR 9   | MAL 7  | SMR 20  | POR 4  | SPA Ret | FRA    | QAT 13  |        |        | 10.º | 70   |
| 2018 | MV Agusta | AUS 6   | THA 7   | SPA Ret | NED 3   | ITA 3   | GBR 3  | CZE 3   | ITA 2  | POR 4   | FRA 7  | ARG Ret | QAT 8  |        | 6.º  | 133  |
| 2019 | MV Agusta | AUS 18  | THA 5   | SPA 2   | NED Ret | ITA 3   | ESP 5  | ITA Ret | GBR 5  | POR Ret | FRA 4  | ARG 6   | QAT 7  |        | 6.º  | 101  |

| Año  | Moto      | 1       | 1     | 2       | 2       | 3       | 3       | 4       | 4       | 5       | 5       | 6       | 6      | 7       | 7       | 8       | 8       | 9      | 9       | 10     | 10      | 11      | 11      | 12     | 12      | Pos. | Pts. |
| Año  | Moto      | R1      | R2    | R1      | R2      | R1      | R2      | R1      | R2      | R1      | R2      | R1      | R2     | R1      | R2      | R1      | R2      | R1     | R2      | R1     | R2      | R1      | R2      | R1     | R2      | Pos. | Pts. |
| ---- | --------- | ------- | ----- | ------- | ------- | ------- | ------- | ------- | ------- | ------- | ------- | ------- | ------ | ------- | ------- | ------- | ------- | ------ | ------- | ------ | ------- | ------- | ------- | ------ | ------- | ---- | ---- |
| 2020 | MV Agusta | AUS DSQ |       | SPA 5   | SPA 5   | POR 3   | POR 12  | SPA 4   | SPA 3   | SPA 2   | SPA Ret | SPA 14  | SPA 4  | FRA 4   | FRA Ret | POR Ret | POR 3   |        |         |        |         |         |         |        |         | 6.º  | 135  |
| 2021 | Kawasaki  | SPA 9   | SPA 2 | POR 6   | POR Ret | ITA Ret | ITA 7   | NED Ret | NED Ret | CZE 12  | CZE 10  | SPA Ret | SPA 9  | FRA 9   | FRA 9   | SPA 3   | SPA 2   | SPA C  | SPA 7   | POR 4  | POR 14  | ARG Ret | ARG Ret | INA 1  | INA 5   | 7.º  | 173  |
| 2022 | Ducati    | SPA 16  | SPA 9 | NED 9   | NED 15  | POR 22  | POR Ret | ITA 22  | ITA 10  | GBR 3   | GBR 6   | CZE Ret | CZE 20 | FRA 12  | FRA 14  | SPA 12  | SPA Ret | POR 6  | POR 2   | ARG 2  | ARG Ret | INA 9   | INA 4   | AUS 6  | AUS 6   | 9.º  | 147  |
| 2023 | Ducati    | AUS 17  | AUS 7 | INA Ret | INA 7   | NED 9   | NED 9   | SPA 15  | SPA 10  | ITA Ret | ITA 26  | GBR 7   | GBR 9  | ITA 6   | ITA 5   | CZE 4   | CZE 10  | FRA 16 | FRA Ret | SPA 5  | SPA 9   | POR 8   | POR 8   | SPA 7  | SPA Ret | 10.º | 138  |
| 2024 | QJ Motor  | AUS     | AUS   | SPA Ret | SPA 31  | NED 18  | NED 27  | ITA 24  | ITA 25  | GBR 27  | GBR 22  | CZE 23  | CZE 24 | POR Ret | POR 23  | FRA 23  | FRA 28  | ITA 19 | ITA 25  | SPA 24 | SPA 25  | EST 17  | EST 16  | SPA 21 | SPA 22  | 40.º | 0    |
| 2025 | QJ Motor  | AUS     | AUS   | POR     | POR     | NED     | NED     | ITA     | ITA     | CZE     | CZE     | ITA     | ITA    | GBR     | GBR     | HUN     | HUN     | FRA    | FRA     | SPA    | SPA     | POR     | POR     | SPA    | SPA     | .º   |      |

- * Temporada en curso.

### FIM Superstock 1000 Cup

#### Carreras por año
(Carreras en negrita indica pole position, carreras en cursiva indica vuelta rápida)
| Año  | Moto   | 1     | 2     | 3       | 4     | 5      | 6      | 7     | 8     | Pos. | Pts. |
| ---- | ------ | ----- | ----- | ------- | ----- | ------ | ------ | ----- | ----- | ---- | ---- |
| 2015 | Ducati | SPA 4 | NED 2 | IMO Ret | GBR 3 | POR 3  | SMR 2  | JER 2 | FRA 3 | 3.º  | 121  |
| 2016 | BMW    | SPA 3 | NED 1 | IMO 3   | GBR 1 | SMR 19 | GER 10 | FRA 3 | JER 5 | 1.º  | 115  |

### Campeonato Mundial de Superbikes

#### Por temporada
| Temp. | Moto            | Equipo                        | Carreras | Victorias | Podios | Poles | V.Ráp. | Pts. | Pos. |
| ----- | --------------- | ----------------------------- | -------- | --------- | ------ | ----- | ------ | ---- | ---- |
| 2012  | Honda CBR1000RR | Team Pro Ride Real Game Honda | 2        | 0         | 0      | 0     | 0      | 0    | NC   |
| 2016  | BMW S1000RR     | Althea BMW Racing Team        | 4        | 0         | 0      | 0     | 0      | 16   | 21.º |
| 2017  | BMW S1000RR     | Althea BMW Racing Team        | 20       | 0         | 0      | 0     | 0      | 53   | 15.º |
| Total |                 |                               | 26       | 0         | 0      | 0     | 0      | 69   |      |

- * Temporada en curso.

#### Carreras por año
| Año  | Moto  | 1       | 1      | 2   | 2   | 3   | 3   | 4      | 4      | 5      | 5      | 6      | 6      | 7      | 7     | 8      | 8       | 9       | 9      | 10     | 10      | 11     | 11     | 12      | 12     | 13      | 13     | 14  | 14  | Pos. | Pts. |
| Año  | Moto  | R1      | R2     | R1  | R2  | R1  | R2  | R1     | R2     | R1     | R2     | R1     | R2     | R1     | R2    | R1     | R2      | R1      | R2     | R1     | R2      | R1     | R2     | R1      | R2     | R1      | R2     | R1  | R2  | Pos. | Pts. |
| ---- | ----- | ------- | ------ | --- | --- | --- | --- | ------ | ------ | ------ | ------ | ------ | ------ | ------ | ----- | ------ | ------- | ------- | ------ | ------ | ------- | ------ | ------ | ------- | ------ | ------- | ------ | --- | --- | ---- | ---- |
| 2012 | Honda | AUS Ret | AUS 17 | ITA | ITA | NED | NED | ITA    | ITA    | EUR    | EUR    | USA    | USA    | SMR    | SMR   | SPA    | SPA     | CZE     | CZE    | GBR    | GBR     | RUS    | RUS    | GER     | GER    | POR     | POR    | FRA | FRA | NC   | 0    |
| 2016 | BMW   | AUS     | AUS    | THA | THA | SPA | SPA | NED    | NED    | ITA    | ITA    | MAL    | MAL    | GBR    | GBR   | ITA    | ITA     | USA Ret | USA 11 | GER    | GER     | FRA    | FRA    | SPA     | SPA    | QAT 12  | QAT 9  |     |     | 21.º | 16   |
| 2017 | BMW   | AUS     | AUS    | THA | THA | SPA | SPA | NED 13 | NED 17 | ITA 14 | ITA 16 | GBR 15 | GBR 10 | ITA 10 | ITA 7 | USA 13 | USA Ret | GER Ret | GER 15 | POR 11 | POR Ret | FRA 13 | FRA 10 | SPA Ret | SPA 13 | QAT Ret | QAT 11 |     |     | 15.º | 53   |

- * Temporada en curso.